# Chionochloa crassiuscula
Chionochloa crassiuscula är en gräsart som först beskrevs av Thomas Kirk, och fick sitt nu gällande namn av Victor Dmitrievich Zotov. Chionochloa crassiuscula ingår i släktet Chionochloa och familjen gräs.

## Underarter
Arten delas in i följande underarter:
- C. c. directa
- C. c. torta